# ララミディア大陸

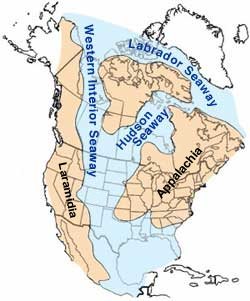
左側の上下に細長い陸地がララミディア大陸。

ララミディア大陸 あるいはララミディア （Laramidia）は白亜紀後期9960万年前から6600万年前、西部内陸海路が北アメリカ大陸を東西に隔てていた頃に存在していた島大陸である。中生代において、ララミディア大陸は海路によってアパラチア大陸と分断されていた。その海路は最終的に縮小し、ダコタの陸橋によって分割され、メキシコ湾とハドソン湾に向かって後退した。こうして北アメリカ大陸の一部となった。

## 地理
ララミディア大陸は現在のアラスカからメキシコまで広がっていた。この地域は恐竜の化石が豊富に見つかっている。ティラノサウルス類、ドロマエオサウルス類、トロオドン類、ハドロサウルス類、ケラトプス類(コスモケラトプスとユタケラトプスを含む)、パキケファロサウルス類、そして竜脚類のティタノサウルス類、これらがこの土地に暮らしていた恐竜の群衆である。命名は J. David Archibaldによって1996年になされた。ララミー累層のあるララミーに由来する。

## 範囲
脊椎動物の化石はアラスカ州からコアウイラ州までの地域で見つかっている。

## 動物相
後期白亜紀チューロニアン期から暁新世最初期まで、ララミディア大陸はアパラチア大陸から西に分断されていた。その結果、それぞれの土地で動物たちは別々の進化を遂げることになった。地質的条件はララミディアの化石の保存にとって一般的に適しており、北米大陸西部は世界で最も生産的な化石地域の1つとなっている。しかしながらアパラチアに該当する地域ではその化石層の半分が更新世の氷期に破壊されたため、現在のところ化石がほとんど知られていない。そのため白亜紀のアパラチア生物多様性についてはほとんど知られていない。しかし、まだ誰にも発見されていない化石が眠っている可能性はある。
白亜紀の北米大陸の西部では、大型動物食性動物のティラノサウルス科の獣脚類が繁栄していた。ララミディア大陸においてはティラノサウルスやナヌクサウルス、ダスプレトサウルス、テラトフォネウス、ビスタヒエヴェルソルのような、より大型のティラノサウルス亜科とアルバートサウルスやゴルゴサウルスのようなアルバートサウルス亜科がそれにあたる。
他の一般的なグループでは、ハドロサウルス類があげられる。その化石記録は時代や地域ごとに多様なバリエーションを見せる。
竜脚類はアパラチアで絶滅した後、ララミディアをのし歩いていた。逆にノドサウルス類は、アパラチアでより繁栄したと思われる。ノドサウルス類は白亜系後期のララミディアでは稀であったが、アパラチアでは多様なノドサウルス類が繁栄していたのに対し、エドモントニアやパノプロサウルスのような特殊な形態のものしか存在していなかった。